# 班諾克本 (伊利諾伊州)
班諾克本（英語：Bannockburn）是位於美國伊利諾伊州萊克縣的一個村落。

## 地理
班諾克本的座標為42°11′29″N 87°51′47″W / 42.19139°N 87.86306°W，而該地最高點為海拔高度209米（即686英尺）。

## 人口
根據2010年美國人口普查的數據，班諾克本的面積為5.31平方千米，當中陸地面積為5.25平方千米，而水域面積為0.06平方千米。當地共有人口1583人，而人口密度為每平方千米298人。